# NHL 1954/1955
Sezóna 1954/1955 byla 38. sezonou NHL. Vítězem Stanley Cupu se stal tým Detroit Red Wings.

## Konečná tabulka základní části
| Tým                 | Z  | V  | P  | R  | B  | VG  | IG  |
| ------------------- | -- | -- | -- | -- | -- | --- | --- |
| Detroit Red Wings   | 70 | 42 | 17 | 11 | 95 | 204 | 134 |
| Montreal Canadiens  | 70 | 41 | 18 | 11 | 93 | 228 | 157 |
| Toronto Maple Leafs | 70 | 24 | 24 | 22 | 70 | 147 | 135 |
| Boston Bruins       | 70 | 23 | 26 | 21 | 67 | 169 | 188 |
| New York Rangers    | 70 | 17 | 35 | 18 | 52 | 150 | 210 |
| Chicago Black Hawks | 70 | 13 | 40 | 17 | 43 | 161 | 235 |

## Play off
|  | Semifinále | Semifinále          | Semifinále |  |  | Finále Stanley Cupu | Finále Stanley Cupu | Finále Stanley Cupu |
|  |            |                     |            |  |  |                     |                     |                     |
|  | 1          | Detroit Red Wings   | 4          |  |  |                     |                     |                     |
|  | 3          | Toronto Maple Leafs | 0          |  |  |                     |                     |                     |
|  |            |                     |            |  |  | 1                   | Detroit Red Wings   | 4                   |
|  |            |                     |            |  |  | 2                   | Montreal Canadiens  | 3                   |
|  | 2          | Montreal Canadiens  | 4          |  |  |                     |                     |                     |
|  | 4          | Boston Bruins       | 1          |  |  |                     |                     |                     |

## Ocenění
| Prince of Wales Trophy:       | Detroit Red Wings                    |
| Art Ross Trophy:              | Bernie Geoffrion, Montreal Canadiens |
| Calder Memorial Trophy:       | Ed Litzenberger, Chicago Black Hawks |
| Hart Memorial Trophy:         | Ted Kennedy, Toronto Maple Leafs     |
| James Norris Memorial Trophy: | Doug Harvey, Montreal Canadiens      |
| Lady Byng Memorial Trophy:    | Sid Smith, Toronto Maple Leafs       |
| Vezina Trophy:                | Terry Sawchuk, Detroit Red Wings     |